# Láska je láska (film, 2012)
Láska je láska je česká filmová komedie Milana Cieslara z roku 2012. 

## Výroba
Natáčení začalo v červenci 2011 v Národním muzeu a bylo plánováno do konce srpna 2011 na lokalitách v Praze, v Sedlci-Prčici, na Šumavě a v Londýně.

## Obsazení
| Aneta Krejčíková        | Maruška Kalátová |
| Maciej Cymorek          | Marek            |
| Petr Nárožný            | Vlastimil Kalát  |
| Eliška Balzerová        | Libuška Nová     |
| Simona Stašová          | Zdena Fuksová    |
| Ondřej Vetchý           | Karel Fuks       |
| Petr Vančura            | Honza Fuks       |
| Rudolf Hrušínský mladší | Jehlička         |
| Jakub Tomeš             | Pítrs Nový       |
| Jenovéfa Boková         | Marta            |
| Tomáš Vaněk             | Franta           |
| Martin Horský           | Standa           |
| Jaromír Nosek           | Radek Frolík     |
| Barbora Poláková        | Milena           |
| Anna Císařovská         | Aranka           |
| Luna De Lopez           | Heduš            |

## Ocenění
Kameraman Marek Jícha získal za film cenu Asociace českých kameramanů.